# Ceratospermopsis
Ceratospermopsis — рід грибів родини Meliolaceae. Назва вперше опублікована 1951 року.

## Класифікація
До роду Ceratospermopsis відносять 2 види:
- Ceratospermopsis cupaniae
- Ceratospermopsis xylopiae